# Рейтузы
Рейту́зы (нем. Reithose «штаны для езды верхом») — вязаные шерстяные штаны со штрипками, плотно обтягивающие ноги.

## История
Русское слово рейтузы заимствовано от немецкого Reithose — штаны для езды верхом, обычно с лампасами и с кожаной обшивкой.

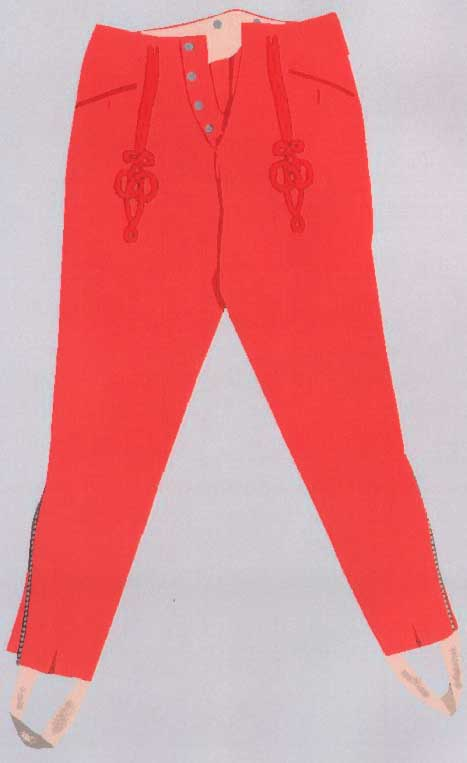
Рейтузы гусарские (Гонведская кавалерия, модель до 1908 г.)

Такие штаны входили в состав обмундирования кавалерии европейских стран в XVIII — XIX веках, в том числе и российской, правда в России для них больше употреблялось слово «лосины». В немецком языке Reithose и по сей день обозначает предмет костюма конника. А вот в русском языке с начала XX века рейтузами, по внешней аналогии, стали называть обтягивающие штаны, вязаные из пряжи.

## Современность
Рейтузы как предмет одежды — родом из Северо-Европейского региона. Рейтузы вяжутся из шерстяной или полушерстяной пряжи на спицах, крючком или на бытовой вязальной машине, реже изготавливаются промышленным способом. Типичное вязание — резинка, английская резинка, кулирная гладь. Типичное украшение для рейтуз — лампасы в виде кос. Характерной особенностью рейтуз являются штрипки — резинки на концах штанин, не дающие им задираться вверх.
В 1950-60-е годы в России чулковыми рейтузами назывались первые колготки.
Вязаные рейтузы по сей день популярны как предмет повседневной одежды на севере России, в Скандинавии и Северной Европе.

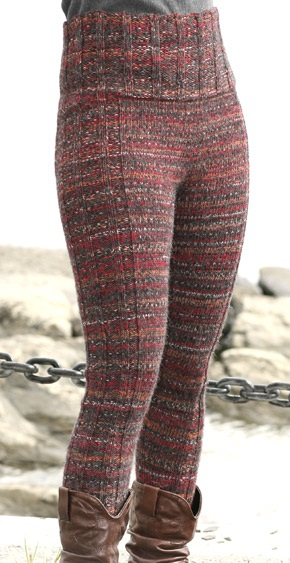
Женские вязаные шерстяные рейтузы

Толстые рейтузы из грубой шерсти носятся как верхняя одежда зимой. Более тонкие рейтузы используются как утепляющий слой под юбкой или штанами, как альтернатива теплым колготкам. Рейтузы удобны тем, что не стесняют движений, согревают, не блокируя доступ воздуха, и очень быстро сохнут, как и любая шерстяная вязаная вещь.
Рейтузы также используются в трикотажных костюмах в комплекте со свитером, джемпером, как одежда дома, отдыха или спорта.
Рейтузы широко используются в спорте, танцах, актёрском мастерстве для разогрева мышц.
В народной медицине рейтузы из лечебной пряжи используются для профилактики и лечения заболеваний суставов, вен, целлюлита и пр.
Рейтузы не следует путать с панталонами, колготками, леггинсами, лосинами:
- Леггинсы — узкие длинные штаны из синтетических или полусинтетических материалов без или со штрипками, не обязательно в обтяжку.
- Лосины — женские обтягивающие штаны из синтетических материалов без штрипок, как правило с характерным блеском.
- Панталоны — трикотажные или хлопчатобумажные удлиненные трусы с круговыми резинками на штанинах.